# Milán-San Remo 1982
La Milán-San Remo 1982 fue la 73.ª edición de la Milán-San Remo. La carrera se disputó el 20 de marzo de 1982, siendo el vencedor final el francés Marc Gomez, que se impuso en solitario en la meta de Sanremo. 

## Clasificación final
| Posición | Ciclista           | Equipo                    | Tiempo    |
| -------- | ------------------ | ------------------------- | --------- |
| 1        | Marc Gomez         | Wolber-Spidel             | 7h 4' 12" |
| 2        | Alain Bondue       | La Redoute-Motobecane     | + 10"     |
| 3        | Moreno Argentin    | Sammontana-Benotto        | + 2' 01"  |
| 4        | Francesco Moser    | Famcucine                 | m. t.     |
| 5        | Tommy Prim         | Bianchi-Piaggio           | m. t.     |
| 6        | Claudio Bortolotto | Del Tongo-Colnago         | m. t.     |
| 7        | Silvano Contini    | Bianchi-Piaggio           | m. t.     |
| 8        | Patrick Versluys   | Sunair-Colnago-Campagnolo | + 2' 42"  |
| 9        | Leo van Vliet      | TI-Raleigh-Campagnolo     | + 3' 35"  |
| 10       | Walter delle Case  | Atala-Campagnolo          | m. t.     |